# Maniltoa grandiflora
Maniltoa grandiflora är en ärtväxtart som först beskrevs av Asa Gray, och fick sitt nu gällande namn av Rudolph Herman Scheffer. Maniltoa grandiflora ingår i släktet Maniltoa och familjen ärtväxter. Inga underarter finns listade i Catalogue of Life.